# ذي حبيش (مذيخرة)

تعديل مصدري - تعديل

ذي حبيش محلة تابعة لقرية حمر اعلى، التابعة لعزلة الجوالح بمديرية مذيخرة إحدى مديريات محافظة إب في الجمهورية اليمنية، بلغ تعداد سكانها 158 حسب تعداد اليمن لعام 2004.